# Laval (Canada)
Laval is een stad (ville) in het zuidwesten van de Canadese provincie Québec, nabij Montréal. De stad is gelegen op het eiland Île Jésus, in de Rivière des Prairies. Ook de eilandengroep Îles Laval in dezelfde rivier maakt deel uit van de plaats. In 2011 had de plaats naar schatting 402 duizend inwoners en is daarmee, na Montréal en de provinciehoofdstad Québec, de derde stad van de provincie Québec. Het is tegelijk een van de zeventien administratieve regio's van de provincie.
De gemeente Laval is in 1965 ontstaan door een fusie van 14 kleine gemeenten. Een duidelijk stadscentrum is er niet;
Laval heeft het karakter van een uitgestrekte voorstad (van Montréal) en bestaat grotendeels uit laagbouw. Verbindingen met Montréal bestaan vanouds uit verschillende snelwegen, buslijnen en een voorstadspoorweg. Sinds 2007 is er ook een metroverbinding; lijn 2 van de metro van Montréal heeft sindsdien drie haltes in Laval.

## Geboren in Laval
- Annie Cotton (1975), zangeres, actrice
- Joëlle Numainville (1987), wielrenster
- xQc (1995), livestreamer
- Marie-Jade Lauriault (1996), kunstschaatsster

Abitibi-Témiscamingue · Bas-Saint-Laurent · Capitale-Nationale · Centre-du-Québec · Chaudière-Appalaches · Côte-Nord · Estrie · Gaspésie–Îles-de-la-Madeleine · Lanaudière · Laurentides · Laval · Mauricie · Montérégie · Montréal · Nord-du-Québec · Outaouais · Saguenay–Lac-Saint-Jean